# Emmanuel Okoduwa
Emmanuel Okoduwa (21 novembre 1983) è un ex calciatore nigeriano, di ruolo attaccante.

## Carriera
Ha giocato nella prima divisione ucraina ed in quella russa.

## Palmarès

### Club

#### Competizioni nazionali
- Supercoppa d'Ucraina: 1

Dinamo Kiev: 2009